# Cerkiew św. Jerzego w Myczkowcach
Cerkiew św. Jerzego w Myczkowcach – dawna filialna cerkiew greckokatolicka, znajdująca się w Myczkowcach, wzniesiona w latach 1910–1912.
W latach 1947–1956 służyła jako magazyn zbożowy. Po 1956 cerkiew przejęta przez kościół rzymskokatolicki i stała się kościołem filialnym parafii w Uhercach. Od 1979 pełni funkcję kościoła  parafialnego pw. Matki Boskiej Częstochowskiej parafii w Myczkowcach.

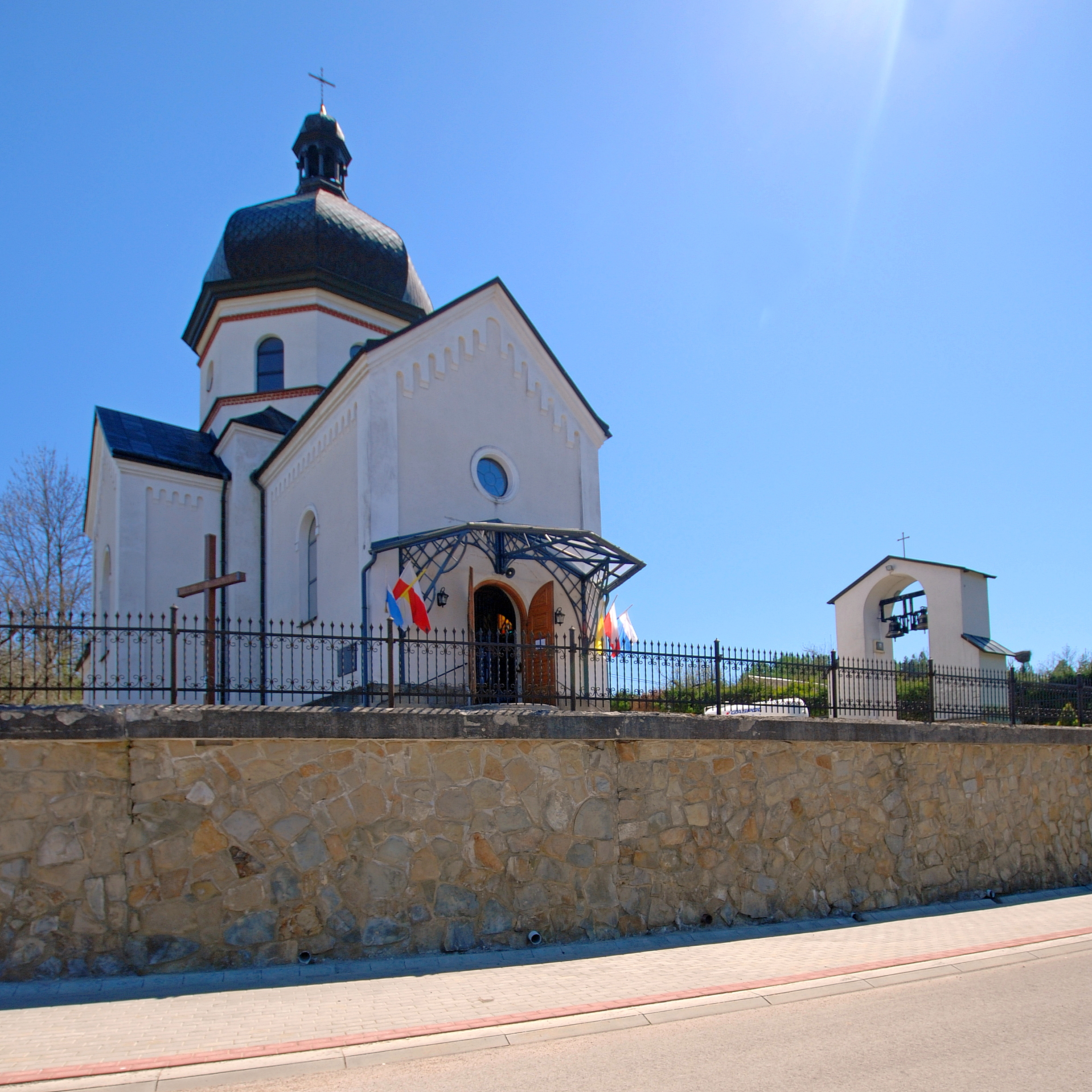
Elewacja frontowa
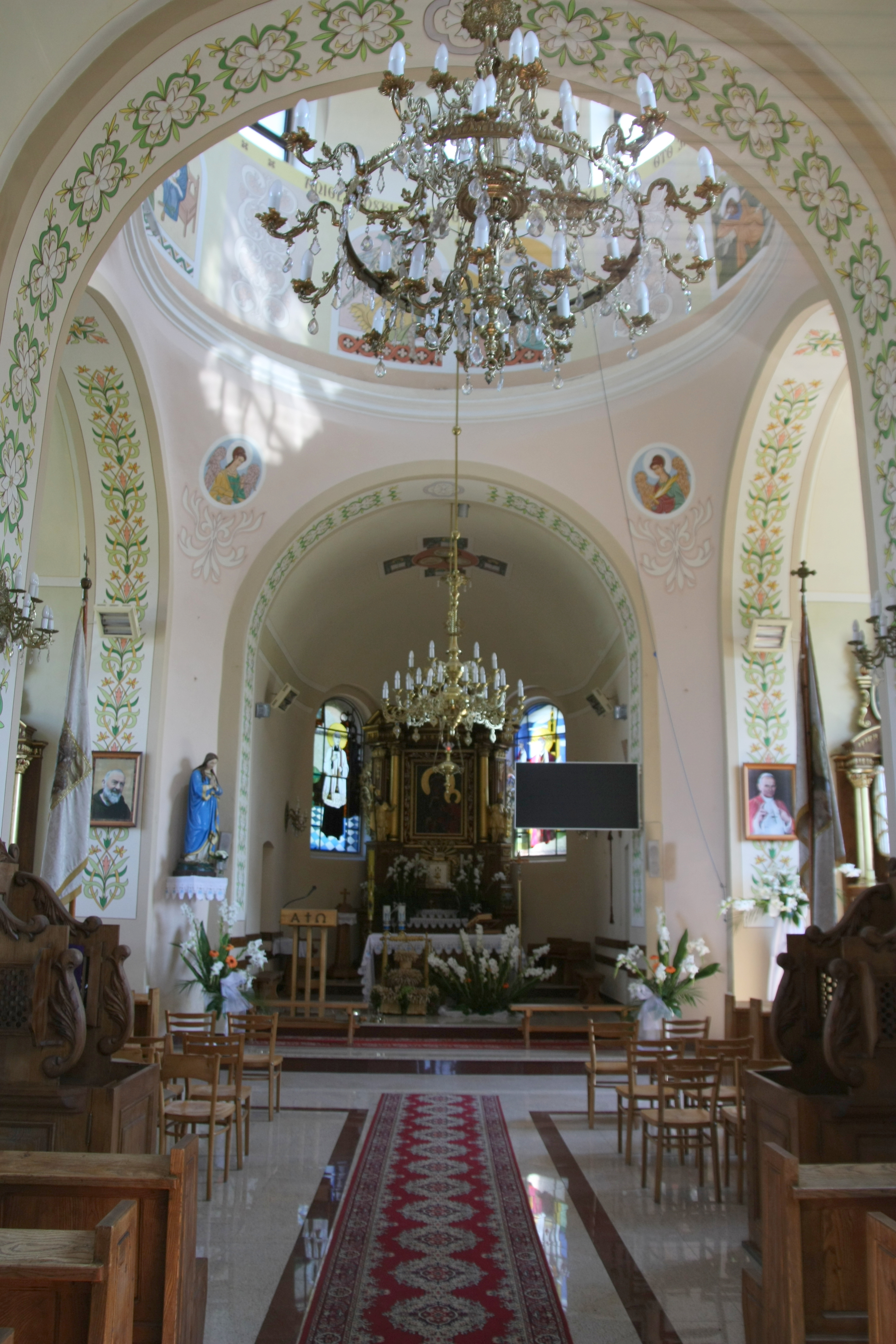
Wnętrze
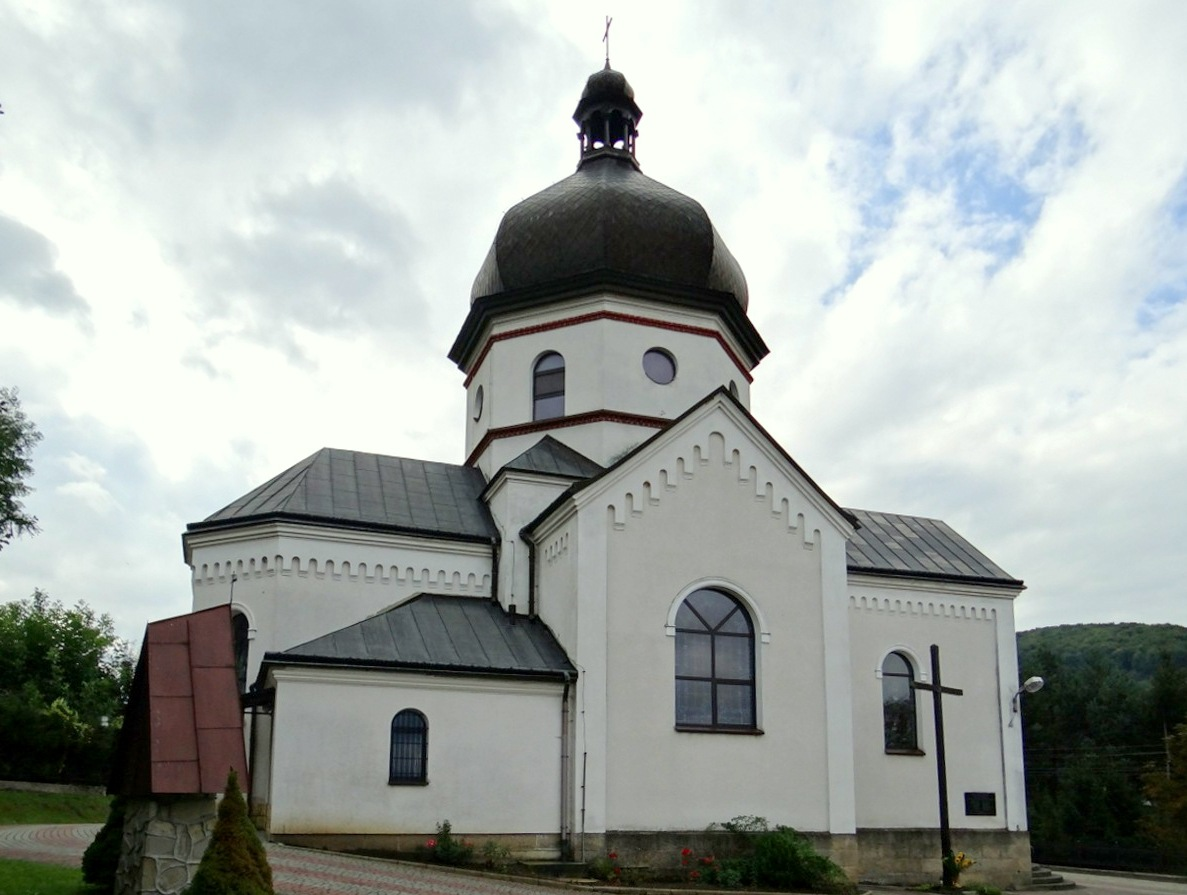
Elewacja boczna